# Dwars door Vlaanderen
Dwars door Vlaanderen je jednodenní cyklistický závod, který se jezdí v Belgii. Závod, jenž se koná od roku 1945 začíná v Roeselare a končí ve Waregemu v Západních Flandrech. Od roku 2017 je závod součástí UCI World Tour.
Závod je součástí Vlámského cyklistického týdne, který také zahrnuje E3 Saxo Bank Classic, Gent–Wevelgem a Kolem Flander. Původně se Dwars door Vlaanderen konalo 4 dny po Milán – San Remo a týden a půl před závodem Kolem Flander. V roce 2018 se závod posunul o týden později a nyní se koná ve středu před Flandrami, nejdůležitější vlámskou klasikou konanou v neděli. 
Od roku 2012 se koná v ten samý den jako mužská varianta i ženská varianta Dwars door Vlaanderen. Závod startuje i končí na stejných místech a je dlouhý okolo 130 km. Oba závody organizuje společnost Flanders Classics. 

## Historie

### Dwars door België
Závod se poprvé konal v roce 1945 na trase Sint-Truiden - Waregem a jmenoval se Dwars door België. Toto jméno si závod udržel až do roku 1999. První ročník vyhrál Belgičan Rik Van Steenbergen. Od roku 1946 do roku 1964 se závod konal jako dvoudenní závod s výjimkou roku 1948. První etapa začínala ve Waregemu a skončila ve východních provinciích Belgie Limburg nebo Lutych. Ve druhé etapě se závod vrátil zpět do Waregemu. Od roku 1965 se závod konal vždy jako jednodenní klasika. Dva ročníky byly zrušeny: 1971 a 2020. V roce 2020 byl závod zrušen kvůli pandemii covidu-19. 

### WorldTourový závod
V roce 2000 byl závod přejmenován na Dwars door Vlaanderen a Roeselare se stalo novým startovním místem. Závod byl zahrnut do úvodní edice UCI Europe Tour v roce 2005 a byl zařazen jako závod kategorie 1.1 a mezi lety 2013 a 2016 1.HC. Ročník 2016 byl málem zrušen, protože se konal den po teroristických útocích v Bruselu, kvůli nimž byla zvýšena bezpečnostní ochrana na nejvyšší úroveň po celé Belgii. Večer před závodem se organizátoři rozhodli závod uspořádat poté, co dostali povolení od belgické vlády. Vítězem se stal Jens Debusschere.
Od ročníku 2017 je závod součástí UCI World Tour, nejvyšší úrovně cyklistických profesionálních závodů. V roce 2018 bylo Dwars door Vlaanderen posunuto o jeden týden blíže k závodu Kolem Flander. Společně s tím byla trasa zkrácena z 200 km na 180 km a stoupání Oude Kwaremont a Paterberg byly odstraněny ze závodu.

## Seznam vítězů
| Rok  | Země                                | Jezdec                              | Tým                                   |
| ---- | ----------------------------------- | ----------------------------------- | ------------------------------------- |
| 1945 | Belgie                              | Rik Van Steenbergen                 | Mercier–Hutchinson                    |
| 1946 | Belgie                              | Maurice Desimpelaere                | Alcyon–Dunlop                         |
| 1947 | Belgie                              | Albert Sercu                        | Bertin–Wolber                         |
| 1948 | Belgie                              | André Rosseel                       | Alcyon–Dunlop                         |
| 1949 | Belgie                              | Raymond Impanis                     | Alcyon–Dunlop                         |
| 1950 | Belgie                              | André Rosseel                       | Alcyon–Dunlop                         |
| 1951 | Belgie                              | Raymond Impanis                     | Alcyon–Dunlop                         |
| 1952 | Belgie                              | André Maelbrancke                   | Peugeot–Dunlop                        |
| 1953 | Belgie                              | Briek Schotte                       | Alcyon–Dunlop                         |
| 1954 | Belgie                              | Germain Derycke                     | Alcyon–Dunlop                         |
| 1955 | Belgie                              | Briek Schotte                       | Alcyon–Dunlop                         |
| 1956 | Belgie                              | Lucien Demunster                    | Elvé–Peugeot                          |
| 1957 | Belgie                              | Noël Foré                           | Groene Leeuw                          |
| 1958 | Belgie                              | André Vlayen                        | Elvé–Peugeot–Marvan                   |
| 1959 | Belgie                              | Roger Baens                         | Peugeot–BP–Dunlop                     |
| 1960 | Belgie                              | Arthur Decabooter                   | Groene Leeuw                          |
| 1961 | Belgie                              | Maurice Meuleman                    | Wiel's–Flandria                       |
| 1962 | Belgie                              | Martin Van Geneugden                | Flandria–Faema–Clément                |
| 1963 | Belgie                              | Clément Roman                       | Faema–Flandria                        |
| 1964 | Nizozemsko                          | Piet van Est                        | Televizier                            |
| 1965 | Belgie                              | Alfons Hermans                      | Lamot–Libertas                        |
| 1966 | Nizozemsko                          | Walter Godefroot                    | Wiel's–Groene Leeuw                   |
| 1967 | Belgie                              | Daniël Vanryckeghem                 | Mann–Grundig                          |
| 1968 | Belgie                              | Walter Godefroot                    | Flandria–De Clerck                    |
| 1969 | Belgie                              | Eric Leman                          | Flandria–De Clerck–Krüger             |
| 1970 | Belgie                              | Daniël Vanryckeghem                 | Mann–Grundig                          |
| 1971 | Nejelo se.                          | Nejelo se.                          | Nejelo se.                            |
| 1972 | Belgie                              | Marc Demeyer                        | Beaulieu–Flandria                     |
| 1973 | Belgie                              | Roger Loysch                        | Watney–Maes                           |
| 1974 | Belgie                              | Louis Verreydt                      | IJsboerke–Colner                      |
| 1975 | Nizozemsko                          | Cees Priem                          | Frisol–G.B.C.                         |
| 1976 | Belgie                              | Willy Planckaert                    | Maes–Rokado                           |
| 1977 | Belgie                              | Walter Planckaert                   | Maes–Mini Fiat                        |
| 1978 | Nizozemsko                          | Jos Schipper                        | Marc Zeepcentrale–Superia             |
| 1979 | Belgie                              | Gustaaf Van Roosbroeck              | IJsboerke–Warncke                     |
| 1980 | Nizozemsko                          | Johan van der Meer                  | HB Alarmsystemen                      |
| 1981 | Belgie                              | Frank Hoste                         | TI–Raleigh–Creda                      |
| 1982 | Nizozemsko                          | Jan Raas                            | TI–Raleigh–Campagnolo                 |
| 1983 | Belgie                              | Etienne De Wilde                    | La Redoute–Motobécane                 |
| 1984 | Belgie                              | Walter Planckaert                   | Panasonic–Raleigh                     |
| 1985 | Belgie                              | Eddy Planckaert                     | Panasonic–Raleigh                     |
| 1986 | Belgie                              | Eric Vanderaerden                   | Panasonic–Merckx–Agu                  |
| 1987 | Nizozemsko                          | Jelle Nijdam                        | Superconfex–Kwantum–Yoko–Colnago      |
| 1988 | Nizozemsko                          | John Talen                          | Panasonic–Isostar–Colnago–Agu         |
| 1989 | Belgie                              | Dirk De Wolf                        | Hitachi                               |
| 1990 | Belgie                              | Edwig Van Hooydonck                 | Buckler–Colnago–Decca                 |
| 1991 | Belgie                              | Eric Vanderaerden                   | Buckler–Colnago–Decca                 |
| 1992 | Německo                             | Olaf Ludwig                         | Panasonic–Sportlife                   |
| 1993 | Belgie                              | Johan Museeuw                       | GB–MG Maglificio                      |
| 1994 | Belgie                              | Carlo Bomans                        | GB–MG Maglificio                      |
| 1995 | Nizozemsko                          | Jelle Nijdam                        | TVM–Polis Direct                      |
| 1996 | Nizozemsko                          | Tristan Hoffman                     | TVM–Farm Frites                       |
| 1997 | Ukrajina                            | Andrej Tchmil                       | Lotto–Mobistar–Isoglass               |
| 1998 | Belgie                              | Tom Steels                          | Mapei–Bricobi                         |
| 1999 | Belgie                              | Johan Museeuw                       | Mapei–Quick-Step                      |
| 2000 | Nizozemsko                          | Tristan Hoffman                     | Memory Card–Jack & Jones              |
| 2001 | Belgie                              | Nico Eeckhout                       | Lotto–Domo                            |
| 2002 | Austrálie                           | Baden Cooke                         | Française des Jeux                    |
| 2003 | Austrálie                           | Robbie McEwen                       | Lotto–Domo                            |
| 2004 | Belgie                              | Ludovic Capelle                     | Landbouwkrediet–Colnago               |
| 2005 | Belgie                              | Nico Eeckhout                       | Chocolade Jacques–T Interim           |
| 2006 | Belgie                              | Frederik Veuchelen                  | Chocolade Jacques–Topsport Vlaanderen |
| 2007 | Belgie                              | Tom Boonen                          | Quick-Step–Innergetic                 |
| 2008 | Francie                             | Sylvain Chavanel                    | Cofidis                               |
| 2009 | Belgie                              | Kevin Van Impe                      | Omega Pharma–Quick-Step               |
| 2010 | Dánsko                              | Matti Breschel                      | Team Saxo Bank                        |
| 2011 | Belgie                              | Nick Nuyens                         | Saxo Bank–SunGard                     |
| 2012 | Nizozemsko                          | Niki Terpstra                       | Omega Pharma–Quick-Step               |
| 2013 | Itálie                              | Oscar Gatto                         | Vini Fantini–Selle Italia             |
| 2014 | Nizozemsko                          | Niki Terpstra                       | Omega Pharma–Quick-Step               |
| 2015 | Belgie                              | Jelle Wallays                       | Topsport Vlaanderen–Baloise           |
| 2016 | Belgie                              | Jens Debusschere                    | Lotto–Soudal                          |
| 2017 | Belgie                              | Yves Lampaert                       | Quick-Step Floors                     |
| 2018 | Belgie                              | Yves Lampaert                       | Quick-Step Floors                     |
| 2019 | Nizozemsko                          | Mathieu van der Poel                | Corendon–Circus                       |
| 2020 | Nejelo se kvůli pandemii covidu-19. | Nejelo se kvůli pandemii covidu-19. | Nejelo se kvůli pandemii covidu-19.   |
| 2021 | Nizozemsko                          | Dylan van Baarle                    | Ineos Grenadiers                      |
| 2022 | Nizozemsko                          | Mathieu van der Poel                | Alpecin–Fenix                         |
| 2023 | Francie                             | Christophe Laporte                  | Team Jumbo–Visma                      |
| 2024 | USA                                 | Matteo Jorgenson                    | Visma–Lease a Bike                    |
| 2025 | USA                                 | Neilson Powless                     | EF Education–EasyPost                 |

### Vícenásobní vítězové
Jezdci psaní kurzívou jsou stále aktivní
| Vítězství | Jezdec                     | Ročníky    |
| --------- | -------------------------- | ---------- |
| 2         | André Rosseel (BEL)        | 1948, 1950 |
| 2         | Raymond Impanis (BEL)      | 1949, 1951 |
| 2         | Briek Schotte (BEL)        | 1953, 1955 |
| 2         | Walter Godefroot (BEL)     | 1966, 1968 |
| 2         | Daniel Van Ryckeghem (BEL) | 1967, 1970 |
| 2         | Walter Planckaert (BEL)    | 1977, 1984 |
| 2         | Eric Vanderaerden (BEL)    | 1986, 1991 |
| 2         | Jelle Nijdam (NED)         | 1987, 1995 |
| 2         | Johan Museeuw (BEL)        | 1993, 1999 |
| 2         | Tristan Hoffman (NED)      | 1996, 2000 |
| 2         | Niko Eeckhout (BEL)        | 2001, 2005 |
| 2         | Niki Terpstra (NED)        | 2012, 2014 |
| 2         | Yves Lampaert (BEL)        | 2017, 2018 |
| 2         | Mathieu van der Poel (NED) | 2019, 2022 |

### Vítězství podle zemí
| Vítězství | Země                           |
| --------- | ------------------------------ |
| 54        | Belgie                         |
| 15        | Nizozemsko                     |
| 2         | Austrálie Francie USA          |
| 1         | Dánsko Německo Itálie Ukrajina |